# Yucatánsabelvleugel
De Yucatánsabelvleugel (Pampa pampa  synoniem: Campylopterus pampa) is een vogel uit de familie Trochilidae (kolibries).

## Verspreiding en leefgebied
Deze soort komt voor van Yucatán tot Guatemala en Belize en noordoostelijk Honduras.

## Status
De Yucatánsabelvleugel komt niet als aparte soort voor op de lijst van het IUCN, maar is daar een ondersoort van de wigstaartsabelvleugel (Campylopterus curvipennis pampa).